# Catar nos Jogos Olímpicos de Verão de 2024
Catar participou dos Jogos Olímpicos de Verão de 2024, realizados em Paris, na França. Foi a 11.ª aparição consecutiva do país nos Jogos Olímpicos desde a estreia em Los Angeles 1984, sendo representado por 14 atletas que competiram em cinco esportes.
Conquistou uma única medalha, de bronze, com Mutaz Essa Barshim na prova masculina do salto em altura no atletismo.

## Medalhas
| Atleta             | Esporte   | Evento                    | Medalha |
| ------------------ | --------- | ------------------------- | ------- |
| Mutaz Essa Barshim | Atletismo | Salto em altura masculino | Bronze  |

## Competidores
Esta foi a participação por modalidade nesta edição:
| Esporte           | Masculino | Feminino | Total |
| ----------------- | --------- | -------- | ----- |
| Atletismo         | 6         | 1        | 7     |
| Halterofilismo    | 1         | 0        | 1     |
| Natação           | 1         | 0        | 1     |
| Tiro              | 2         | 0        | 2     |
| Voleibol de praia | 2         | 0        | 2     |
| Total             | 12        | 1        | 13    |

## Desempenho

### Atletismo
- Q = Qualificado para a próxima fase
- q = Qualificado para a próxima fase como o perdedor mais rápido ou, em eventos de campo, pela posição sem atingir o alvo para qualificação
- N/A = Fase não aplicável para o evento
- Bye = Atleta não precisou disputar aquela fase

Masculino
Eventos de pista
| Atleta                  | Evento              | Baterias | Baterias | Repescagem  | Repescagem  | Semifinal   | Semifinal   | Final       | Final       | Ref.  |
| Atleta                  | Evento              | Tempo    | Pos.     | Tempo       | Pos.        | Tempo       | Pos.        | Tempo       | Pos.        | Ref.  |
| ----------------------- | ------------------- | -------- | -------- | ----------- | ----------- | ----------- | ----------- | ----------- | ----------- | ----- |
| Ammar Ibrahim           | 400 m               | 44.66    | 4        | 44.77       | 1 Q         | 44.63       | 5           | Não avançou | Não avançou | [ 5 ] |
| Abubaker Haydar Abdalla | 800 m               | 1:48.42  | 7        | DNS         | DNS         | Não avançou | Não avançou | Não avançou | Não avançou | [ 6 ] |
| Bassem Hemeida          | 400 m com barreiras | 49.82    | 5        | 49.64       | 6           | Não avançou | Não avançou | Não avançou | Não avançou | [ 7 ] |
| Abderrahman Samba       | 400 m com barreiras | 48.35    | 3 Q      | Bye         | Bye         | 48.20       | 3 q         | 47.98       | 6           | [ 8 ] |
| Ismail Doudai Abakar    | 400 m com barreiras | DNF      | DNF      | Não avançou | Não avançou | Não avançou | Não avançou | Não avançou | Não avançou | [ 9 ] |

Eventos de campo
| Atleta             | Evento          | Qualificação | Qualificação | Final | Final             | Ref.   |
| Atleta             | Evento          | Marca        | Pos.         | Marca | Pos.              | Ref.   |
| ------------------ | --------------- | ------------ | ------------ | ----- | ----------------- | ------ |
| Mutaz Essa Barshim | Salto em altura | 2.27         | 3 Q          | 2.34  | Medalha de bronze | [ 10 ] |

Feminino
Eventos de pista
| Atleta       | Evento | Preliminar | Preliminar | Baterias    | Baterias    | Semifinal   | Semifinal   | Final       | Final       | Ref.   |
| Atleta       | Evento | Tempo      | Pos.       | Tempo       | Pos.        | Tempo       | Pos.        | Tempo       | Pos.        | Ref.   |
| ------------ | ------ | ---------- | ---------- | ----------- | ----------- | ----------- | ----------- | ----------- | ----------- | ------ |
| Shahd Ashraf | 100 m  | 12.53      | 7          | Não avançou | Não avançou | Não avançou | Não avançou | Não avançou | Não avançou | [ 11 ] |

### Halterofilismo
Masculino
| Atleta        | Evento     | Arranco | Arranco | Arremesso | Arremesso | Total | Pos. | Ref.   |
| Atleta        | Evento     | Result. | Pos.    | Result.   | Pos.      | Total | Pos. | Ref.   |
| ------------- | ---------- | ------- | ------- | --------- | --------- | ----- | ---- | ------ |
| Fares El-Bakh | Até 102 kg | 178     | —       | DNF       | DNF       | DNF   | DNF  | [ 12 ] |

### Natação
Masculino
| Atleta                | Evento      | Eliminatórias | Eliminatórias | Semifinal   | Semifinal   | Final       | Final       | Ref.   |
| Atleta                | Evento      | Tempo         | Pos.          | Tempo       | Pos.        | Tempo       | Pos.        | Ref.   |
| --------------------- | ----------- | ------------- | ------------- | ----------- | ----------- | ----------- | ----------- | ------ |
| Abdul Aziz Al-Obaidly | 100 m peito | 1:04.31       | 30            | Não avançou | Não avançou | Não avançou | Não avançou | [ 13 ] |

### Tiro
Masculino
| Atleta             | Evento         | Qualificação | Qualificação | Final       | Final       | Ref.   |
| Atleta             | Evento         | Marca        | Pos.         | Marca       | Pos.        | Ref.   |
| ------------------ | -------------- | ------------ | ------------ | ----------- | ----------- | ------ |
| Rashid Saleh Hamad | Skeet          | 118          | 15           | Não avançou | Não avançou | [ 14 ] |
| Saeed Abusharib    | Fossa olímpica | 118          | 23           | Não avançou | Não avançou | [ 15 ] |

### Voleibol de praia
| Atletas                      | Evento    | Fase de grupos                             | Fase de grupos                                | Fase de grupos                                | Fase de grupos | Oitavas                                  | Quartas                                 | Semifinal                              | Final / DB                         | Final / DB | Ref.          |
| Atletas                      | Evento    | Adversário Resultado                       | Adversário Resultado                          | Adversário Resultado                          | Pos.           | Adversário Resultado                     | Adversário Resultado                    | Adversário Resultado                   | Adversário Resultado               | Pos.       | Ref.          |
| ---------------------------- | --------- | ------------------------------------------ | --------------------------------------------- | --------------------------------------------- | -------------- | ---------------------------------------- | --------------------------------------- | -------------------------------------- | ---------------------------------- | ---------- | ------------- |
| Cherif Younousse Ahmed Tijan | Masculino | ITA S Cottafava / P Nicolai V 21–19, 21–18 | SWE D Åhman / J Hellvig V 15–21, 21–19, 20–18 | AUS M Nicolaidis / I Carracher V 21–14, 21–18 | 1 Q            | CHI M Grimalt / E Grimalt V 21–14, 21–13 | USA M Partain / A Benesh V 21–14, 21–16 | SWE D Åhman / J Hellvig D 13–21, 17–21 | NOR A Mol / C Sørum D 13–21, 16–21 | 4          | [ 16 ] [ 17 ] |